# Ruben Baumgarten
Ruben Baumgarten ('s-Gravenhage, 7 mei 1969) is een Nederlands politicus. Namens JA21 is hij sinds 13 juni 2023 lid van de Eerste Kamer.

## Biografie
Baumgarten studeerde geneeskunde aan de Erasmus Universiteit Rotterdam, waar hij in 1994 zijn artsexamen behaalde. Vervolgens promoveerde hij in de geneeskunde aan de Radboud Universiteit in 2001. Hij is algemeen directeur van het Reinier Haga Medisch Diagnostisch Centrum. Op 27 juni 2023 hield Baumgarten zijn maidenspeech waarin hij begon over zijn familiegeschiedenis. Eén generatie terug kwamen zijn grootouders en vader terug als statenloos burgers onderdak in Nederland.

## Persoonlijk
Baumgarten woont in Amersfoort, is getrouwd en heeft twee zonen en een dochter.
Ruben Baumgarten · Karin van Bijsterveld · Annabel Nanninga
- Parlement.com: vm1cm5rbvjz6